# مونيكا ماير (رسامة)
مونيكا ماير (بالإسبانية: Mónica Mayer)‏ هي فنانة أداء ورسامة وباحثة وفنانة وكاتبة العمود مكسيكية، ولدت في 16 مارس 1954 في مدينة مكسيكو في المكسيك.